# (100687) 1997 YF4
(100687) 1997 YF4 es un asteroide perteneciente al cinturón de asteroides descubierto el 23 de diciembre de 1997 por el equipo del Beijing Schmidt CCD Asteroid Program desde la Estación Xinglong, Hebei, China.

## Designación y nombre
Designado provisionalmente como 1997 YF4.

## Características orbitales
1997 YF4 está situado a una distancia media del Sol de 2,661 ua, pudiendo alejarse hasta 2,857 ua y acercarse hasta 2,465 ua. Su excentricidad es 0,073 y la inclinación orbital 3,119 grados. Emplea 1585,99 días en completar una órbita alrededor del Sol.

## Características físicas
La magnitud absoluta de 1997 YF4 es 15,2. 